# FC Avanhard Kramatorsk
El FC Avanhard Kramatorsk es un equipo de fútbol de Ucrania que juega en la Primera Liga de Ucrania, la segunda división de fútbol del país.

## Historia
Fue fundado en el año 1932 en la ciudad de Kramatorsk del Óblast de Donetsk como SKMZ, equipo que logró ser campeón de liga y de copa en una ocasión durante la década de los años 1930 y que formó parte de los torneos de la Unión Soviética antes de la Segunda Guerra Mundial, llegando a octavos de final en la copa de la Unión Soviética en 1939.
El club es refundado en 1955 y participó con regularidad en la liga soviética y la copa de la Unión Soviética entre los años 1950 y años 1970 hasta que fue disuelto en 1977.
Tras la disolución de la Unión Soviética y la independencia de Ucrania en 1992 el club participó en la Segunda Liga de Ucrania a mediados de los años 1990, pero el club fue desafiliado a finales de la década por problemas financieros. El club regresa a los torneos de Donetsk en 2010, obteniendo la licencia de competición un año después y retorna a la Segunda Liga de Ucrania.

## Palmarés

### Era Soviética
- Liga Soviética de Ucrania: 1

1936
- Copa Soviética de Ucrania: 1

1939

### Era Independiente
- Campeonato de Donetsk: 2

1996, 2010